# Christopher Slaughterford

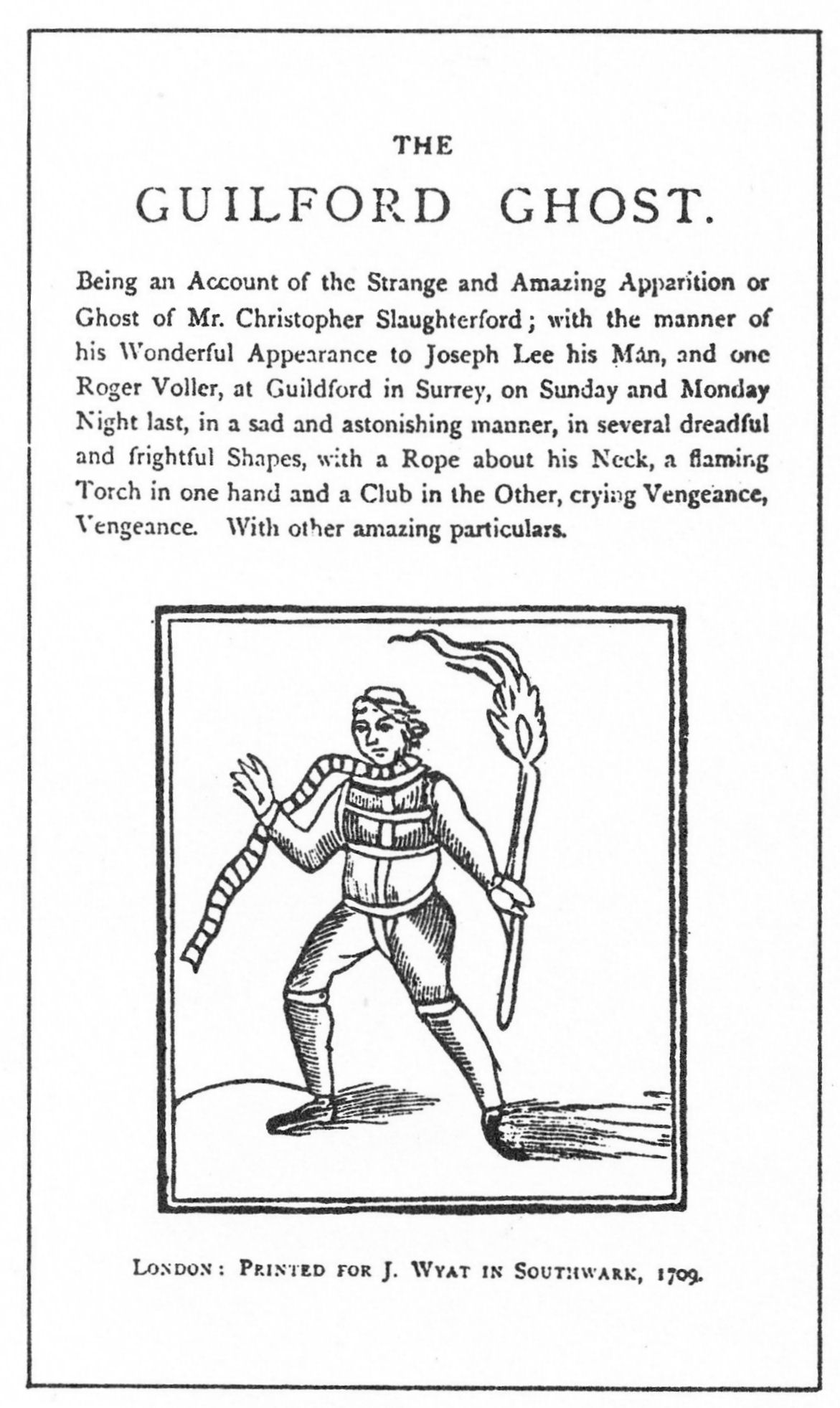
Portada de un panfleto de 1709 reportando los avistamientos del fantasma de Christopher Slaughterford.

Christopher Slaughterford de Londres fue ejecutado en Guildford el 9 de julio de 1709, por el asesinato de Jane Young, su prometida. Su caso es muy importante, ya que fue la primera persona en la moderna Inglaterra en ser ejecutado por asesinato basado exclusivamente en evidencia circunstancial. También es famoso por, supuestamente, encontrar al asesino de su prometida, uno de sus sirvientes, en la forma de un fantasma.
Slaughterford fue la última persona vista en compañía de Jane Young el 5 de octubre de 1703. Expuso signos reveladores de su inocencia cooperando plenamente con todas las investigaciones de la policía y había sido anteriormente absuelto en un juicio en Kingston. Él tenía una coartada fuerte, pero algunos vecinos con coartadas no tan solidastestificaron en su contra en su segundo juicio.
La fecha de su ejecución, escribió y firmó la siguiente declaración:
"Habiendo sido traído aquí para morir, de acuerdo con la sentencia emitida contra mi en el Queen's-Bench bar, por un delito del cual soy totalmente inocente, me veo obligado a dejar que el mundo sepa, que no reniego de mis amistades y relaciones, a los que dejo atrás muy atribulados por mi fatal final, y que no sé nada de la muerte de Jane Young, ni cómo llegó a su muerte, directa o indirectamente, aunque algunos han tenido a bien emitir reflexiones sobre mi tía. Sin embargo, yo perdono a todos mis enemigos, y pido a Dios para que les dé el debido sentido de sus errores, y en su debido tiempo lleve la verdad a la luz. Mientras tanto, les ruego a todos abstenerse de reflexionar sobre mi querida madre, o cualquiera de mis relaciones, por mi caída injusta e infeliz, ya que lo que tenemos aquí es establecer la verdad y nada más que la verdad, así como espero la salvación en las manos de Dios Todopoderoso; estoy sinceramente apenado si yo fui la causa de la perdicion de esa dama, que es lo único que me preocupa. Como testigo de mi mano, el 9 de julio ".

## Leyenda
Después de su muerte, se dice que muchos lo han visto en la forma de un fantasma, rodeado de cadenas, con la soga alrededor de su cuello cortado, sosteniendo un bastón en una mano y una hierro para marcar la otra, gritando "¡Venganza, venganza!" Según la leyenda, el sirviente culpable de la muerte de Jane Young lo vio y se mató.

## En la cultura popular
Slaughterford es el Monster in My Pocket #107.